# Lutiż (obwód kijowski)
Lutiż (ukr. Лютіж) – wieś na Ukrainie, w obwodzie kijowskim, w rejonie wyszogrodzkim, w hromadzie Petriwci. W 2001 liczyła 2282 mieszkańców, spośród których 2220 wskazało jako ojczysty język ukraiński, 61 rosyjski, a 1 białoruski.